# Die schlesischen Weber (Gemälde)
Die schlesischen Weber ist der Titel eines Genrebildes von Carl Hübner aus dem Jahr 1844. In dem Bild nahm der Maler auf die damalige Not der Arbeiter der Textilindustrie in Schlesien Bezug, deren Prekariat sich im gleichen Jahr in einem Weberaufstand entlud, und zeigt Weberfamilien, deren Ware von einem Verleger, Tuchhändler bzw. Fabrikanten wegen angeblich schlechter Qualität zurückgewiesen wird oder bei ihm einen nur geringen Preis erzielt. In dem Gemälde kontrastiert herrisches Auftreten eines Besitzbürgers mit dem Bangen armer Leute um ihr Auskommen. Über die zeitgenössische Rezeption meinte der bergische Textilunternehmersohn und kommunistische Revolutionär Friedrich Engels: „Dieses Gemälde … hat verständlicherweise so manches Gemüt für soziale Ideen empfänglich gemacht.“

## Beschreibung und Bedeutung
Das Bild zeigt eine figurenreiche Szene im Kontor eines reichen Tuchhändlers oder Fabrikanten, in dem sich heimarbeitende Weberfamilien eingefunden haben. Den Hausherrn lässt der Maler als einen beleibten, augenfällig unsympathischen Vertreter des Bürgertums bzw. der Bourgeoisie wie auf einem Herrscherbild des Absolutismus im Zentrum der linken Bildhälfte auftreten. Hinter ihm eröffnet sich ein Blick in dessen elegantes Privatkontor, in dem Angestellte eingehende Ware verbuchen. Einen hohen sozialen Status vermitteln als Statussymbole auch ein Windhund auf einem Teppich zu seinen Füßen und ein geschnitzter Lehnstuhl hinter ihm. Lässig lehnt ein jüngerer Mann an der Wand, wohl der Sohn des Hauses, und weist mit seiner Hand auf eine Stoffrolle, die die Weber gerade zur Musterung und Bezahlung vorgelegt haben. Ein brennender Zigarillo, den er dabei zwischen den Fingern hält, drückt eine gewisse Geringschätzung oder Gleichgültigkeit in Bezug auf die Ware und ihre Hersteller aus.
Mit beiden Händen fasst der Hausherr musternd weiße Tuche von Stoffrollen, deren Faltenwurf malerisch arrangiert ist, wie der einer Draperie. Die Ware zu seiner Linken scheint er missbilligend und zurückweisend aus seiner Hand auf den Boden fallen zu lassen. Der edelsteinbesetzte Goldring am vorgestreckten Zeigefinger dieser Hand steigert den Ausdruck seiner Geste ins Überhebliche und Dekadente. Der grimmig-eiskalte Blick, den der Hausherr arrogant über die Schulter in den Raum wirft, lässt nichts Gutes über das Qualitätsurteil und das Kaufangebot zur anderen, noch auf dem Tisch liegenden Stoffrolle erwarten. Mit einer „20“ auf einem Taschentuch, das aus dem Hauspaletot des Hausherrn lugt, spielt der Maler auf die Firma Zwanziger & Söhne an, jenes berüchtigte schlesische Textilunternehmen in Peterswaldau, gegen das sich im Juni 1844 ein Aufstand der Weber erhob.
Ein entsetzt blickender Weber in grüner Volkstracht, der mit Ehefrau und Kind in der Bildmitte dargestellt ist, versucht mit einer Geste beschwichtigend auf den Hausherrn einzuwirken, während seine Gattin schon auf den Fußboden gesunken ist und mit glasigen Augen entrückt gen Himmel starrt. Der Sohn des Paares umklammert betroffen den Arm seiner Mutter. Fassungslos beobachten der greise Vater des Webers, der sich auf einer Kiste am rechten Bildrand niedergelassen hat, und andere Familienangehörige das tragische Geschehen.
Im Raum verteilen sich weitere Figuren, darunter der Typ eines Pedanten, der Waren kritisch mustert und bangenden Webern, die zum Teil einen abgehärmten und verzweifelten Eindruck machen, einen nur geringen Preis für ihr Ware zahlt. Verärgert miteinander diskutierend ziehen zwei Weber, die in der rechten Bildhälfte dargestellt sind, mit zurückgewiesener Ware wieder heim. All diese Personen schildert der Maler in einer Variationsbreite von Charakteren und körperlichen Ausdrucksformen. Die gesamte Szene ist räumlich wie eine Guckkastenbühne komponiert, auf der ein Drama aufgeführt wird.

## Interpretation

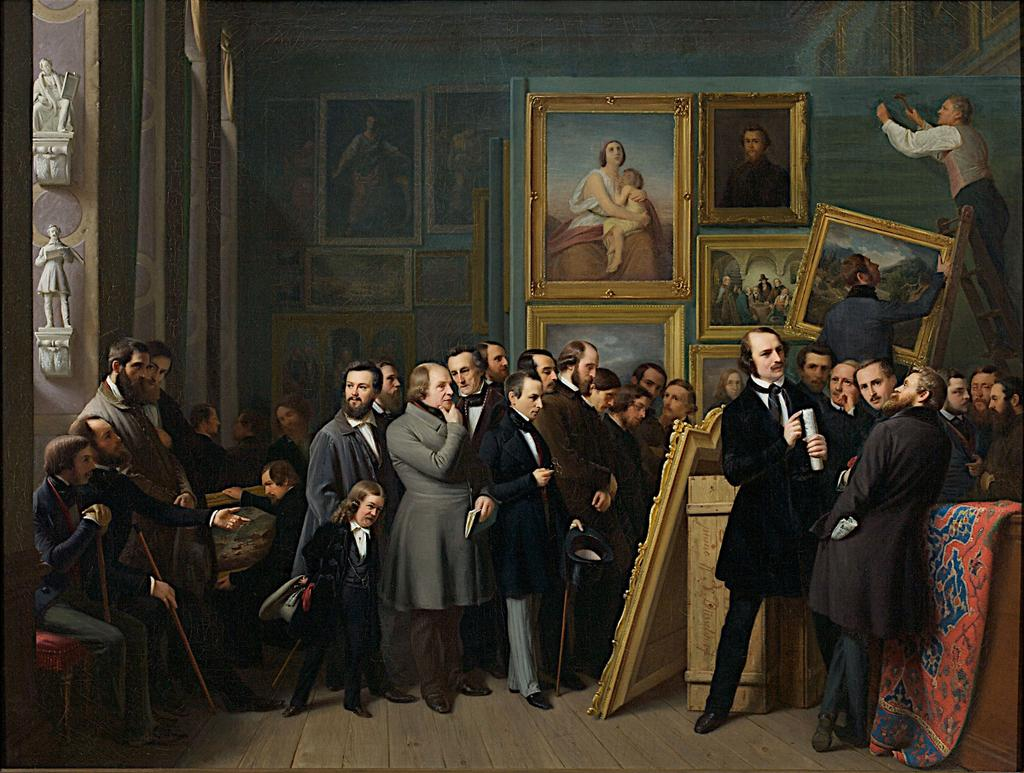
Die Bilderschau der Düsseldorfer Künstler im Galeriesaal, 1844 – Dieses Gruppenbildnis der Düsseldorfer Malerschule von Friedrich Boser zeigt mitten an der Wand des Galeriesaals das Gemälde Hagar und Ismael von Christian Köhler. Dessen Figur der Hagar ähnelt Hübners Webersgattin.

Nach Wolfgang Müller von Königswinter, einem in Düsseldorf tätigen Arzt und Schriftsteller des 19. Jahrhunderts, ist Hübner durch dieses Bild und bald darauf folgende wie das Gemälde Die Wohlthätigkeit in der Hütte des Armen zum „Maler des Proletariats“ geworden, während Ute Ricke-Immel, eine 1938 geborene Kunsthistorikerin, bei allem „Mut zum sozialen Engagement“ des Künstlers es nicht für gerechtfertigt hält, „in ihm einseitig den revolutionären Sozialisten zu sehen“.
Nach Rolf Andree und Wend von Kalnein, Kunsthistorikern und Kuratoren in Düsseldorf, distanzierte sich Hübner sogar von seinem Bildthema. In seinem Weberbild habe der Künstler bewusst zum ironischen Mittel des überzogenen Pathos gegriffen. Seine Persiflage werde besonders deutlich in der Figur der hingesunkenen Webersgattin. Die akademische Grazie ihres Hinsinkens deuten sie als Karikatur, ebenso ihren vergeistigten Himmelsblick, der an Heiligen- und Märtyrerdarstellungen des Barock erinnert. Sie meinen daher, dass Hübners Bild eine Gesellschaftskritik nur vorgebe, während es im Hintergrund voller kryptischer, parodistischer Anspielungen sei, etwa auf das Gemälde Hagar und Ismael, das zur gleichen Zeit von Christian Köhler geschaffen wurde.
Nach der Kunsthistorikerin Lilian Landes verstand Hübner seine Sozialkritik im Sinne der „wahren Sozialisten“, die die Welt aus der Warte des Deutschen Idealismus betrachteten und unter Vermeidung von Revolution und Gewalt danach strebten, durch moralische Appelle, gelebte Nächstenliebe und eine Kultur der Wohltätigkeit den Pauperismus aus der Welt zu schaffen. Hübners Pathos entspreche darüber hinaus den geläufigen spätromantisch-akademischen Stilmitteln wie Theatralik und Sentiment und sei „im vollen Ernst der Überzeugung“ und „ohne Satire“ vorgetragen. Damit widerspricht sie der These von Andree und Kalnein.
Nach Wolfgang Hütt, einem Kunsthistoriker in der DDR, führte Hübner in seinem Gemälde die soziale Not der Weber auf ihre Ursachen zurück und griff damit den Kapitalismus an. Hütt fiel jedoch auf, das Hübner durch sein 1845 geschaffenes Bild Das Jagdrecht einen Standpunkt der liberalen Bourgeoisie an der Feudalgesetzgebung eingenommen habe und damit „von einem fast proletarischen Standpunkt in die allgemein demokratische Bewegung“ eingeschwenkt sei.

## Entstehung
Carl Hübner war ein Maler der Düsseldorfer Schule, der ab 1841 ein eigenes Atelier in Düsseldorf-Pempelfort unterhielt. Die Stadt und ihr Umland waren eingebettet in die umwälzenden Prozesse der Industrialisierung. Die britische Textilindustrie konnte aufgrund ihrer fortgeschrittenen Mechanisierung des Web- und Spinnvorgangs die kontinentaleuropäischen Märkte mit billigen Textilien aus Baumwolle überfluten. Das britische Vorbild ahmten bald auch deutsche Unternehmer nach und eröffneten moderne Textilfabriken. Dies führte zum Rückgang der traditionellen Hand- und Hausweberei und zur Verarmung der dort Arbeitenden. Mit der daraus entstehenden sozialen Frage, dem Pauperismus großer Bevölkerungsteile, setzten sich im Vormärz auch Künstler auseinander. Doch ebenso wenig wie Heinrich Heine in seinem 1844 veröffentlichten Gedicht Die armen Weber stellte Hübner die Not der Weber in den großen makroökonomischen Zusammenhang des technologischen und wirtschaftlichen Strukturwandels, sondern schildert sie in seinem Gemälde mikroökonomisch und moralisierend: als Folge der Ausbeutung durch hartherzige Vertreter des Bürgertums.
Möglicherweise regte den Maler eine literarische Vorlage zu seinem Werk an, etwa das Schmählied Blutgericht, das ein unbekannter Autor unter namentlicher Erwähnung der „Herren Zwanziger“ verfasst hatte. Etwa im Februar 1844 begann Hübner mit der Arbeit an dem Weberbild und stellte es innerhalb weniger Wochen fertig. Zuvor, am 26. Januar, hatte die Düsseldorfer Zeitung als erstes rheinisches Blatt die Not der schlesischen Weber aufgegriffen und aus der Breslauer Zeitung zitiert: „Deshalb ist es an der Zeit, daß unsern Webern eine ernste und durchgreifende Hülfe gewährt wird. Unsere Weber – ich sage es noch einmal – sterben vor Hunger mit ihren Kindern, wenn ihnen nicht geholfen wird!“

## Rezeption
Erstmals wurde das Werk Anfang April 1844 in einer wohltätigen Ausstellung im Galeriesaal des Düsseldorfer Schlosses gezeigt, die zum „Vortheil der unglücklich erarmten Gebirgsbewohner in Schlesien“ organisiert worden war. In einer Feier, in der der Düsseldorfer Akademiedirektor Wilhelm Schadow als Sprecher auftrat, wurde das Gemälde zu Wohltätigkeitszwecken außerdem als Tableau vivant aufgeführt. Noch im Frühjahr 1844 ging das Gemälde auf Reise und wurde auch in anderen deutschen Städten ausgestellt. Dabei erregte es großes Aufsehen. In Berlin wurde es laut Ernst August Hagen „auf der Ausstellung belagert“. Aus Mitleid sollen Besucher „bedeutende Aufträge an Leinwand bei den armen Webern in Schlesien gemacht“ haben.
Das Gemälde entsprach einer tagesaktuellen Thematik und nahm den schlesischen Weberaufstand im Eulengebirge, der sich Anfang Juni 1844 ereignete, vorweg. Als dann der Weberaufstand ausbrach, bekam das Bild erst jene politische Dimension, die den Ruf seines Schöpfers begründete. Bald galt er als „Künstler, in dessen Werken sich die Erregungen der Zeit und der socialen Fragen … deutlich wiederspiegeln“.
In der Kölnischen Zeitung wurde das Bild als „sozialistisch und folglich zeitgemäß“ besprochen, weil es – so der Kritiker – „das Streben unserer Epoche nach Aufhebung des schroffen Standesunterschiedes versinnbildlicht“. Andere Kunstkritiker verwarfen das Bild als unangenehme, wahrer Kunst fremde Agitation und prägten dafür den pejorativen Begriff Tendenzmalerei. Friedrich Engels wiederum lobte das Gemälde, weil er meinte, dass es „wirksamer für den Sozialismus agitiert hat als hundert Flugschriften.“
Da Hübners Komposition zentrale Elemente der bürgerlichen und frühsozialistischen Kritik am besitzenden Industriellen enthielt, kreiste ein Teil der zeitgenössischen Diskussion um die Darstellung der Hauptfigur als Prototyp eines „Geldsacks“ und die Frage nach dem moralisch korrekten Unternehmertum. Außerdem schuf Hübners „Geldsack“-Darstellung ein Muster für spätere Gestaltungen dieses Typs in Kunst und Literatur, etwa für die Figur des Fabrikanten in Gerhart Hauptmanns Drama Die Weber.
Lithografien nach der Erstfassung entstanden 1845 durch Carl Wildt und 1847 durch Gustav Feckert.

## Provenienz
Hübner malte das Bild 1844 in zwei Fassungen, 1846 schuf er eine dritte. Die erste Fassung befindet sich heute im Rheinischen Landesmuseum Bonn, die zweite im Museum Kunstpalast, die dritte im Deutschen Historischen Museum Berlin. Die Düsseldorfer Fassung gelangte wohl über Johann Gottfried Böker in dessen Düsseldorf Gallery in New York City, wo sie 1851 und 1855 zu sehen war. Aus nordamerikanischem Privatbesitz kam sie wieder in den Kunsthandel, so dass sie 1976 mit Unterstützung des Landes Nordrhein-Westfalen erworben werden konnte.